# Isidre Lloret i Massaguer
Isidre Lloret i Massaguer (Barcelona, 1880 - 1922) va ser advocat especialista en dret municipal i el primer director de l'Escola d'Administració Local de Catalunya de la Diputació de Barcelona, creada el 1914.
Funcionari de l'Ajuntament de Barcelona i Catedràtic de dret municipal, participà en la redacció de l'Estatut de la Mancomunitat de Catalunya. Organitzà, a partir del 1915, les Setmanes Municipals. Publicà Dret municipal vigent i Dret orgànic municipal el 1914.
Fou soci del RCD Espanyol, fins al 1905 quan aquest club suspengué les activitats. Posteriorment es vinculà a l'X Sporting Club. Accedí al càrrec de president de l’Associació Catalana de Clubs de Football al final del 1906. Dissolgué l’associació per crear la Federació Catalana de Clubs de Futbol, que dirigí fins al 1908. Dimití arran d’una polèmica en què se l’acusava d'afavorir l'X Sporting Club.